# Denezy
Denezy est une localité et une ancienne commune suisse du canton de Vaud. Citée dès 929, elle fait partie du district de Moudon entre 1803 et 2007, puis du district du Gros-de-Vaud. Elle fait partie de la commune de Montanaire depuis le 1er janvier 2013. La localité se situe entre les régions du Gros-de-Vaud et de la Broye.

## Histoire
En 1898, des sépultures burgondes sont découvertes dans la forêt de la Baumettaz, ce qui prouve que l'endroit est déjà habité au Ve ou au VIe siècle. La chapelle est déjà mentionnée en 929 sous le nom in villa Donaciaco. Elle appartient au Chapitre de Lausanne. Elle devient l'église paroissiale en 1228. En 1316, la seigneurie est inféodée par Louis de Savoie à Hugues Mallet. La famille de Cerjat, de Moudon, la possède de 1409 à 1798. À l'époque bernoise, la commune forme une métralie possédant une cour de justice et est dirigée par le corps des communiers et un gouverneur. Les ruines d'une ancienne maison forte datant du XIVe siècle se trouvent au lieu-dit Creux du château. La société de laiterie est créée en 1828, et une école est construite en 1900,.
La commune fusionne, le 1er janvier 2013, avec celles de Chaneaz, Chapelle-sur-Moudon, Correvon, Martherenges, Neyruz-sur-Moudon, Peyres-Possens, Saint-Cierges et Thierrens pour former la nouvelle commune de Montanaire après que ses habitants ont accepté la fusion à 68,1 % par 62 voix contre 29 lors du vote populaire du 29 janvier 2012.

### Héraldique

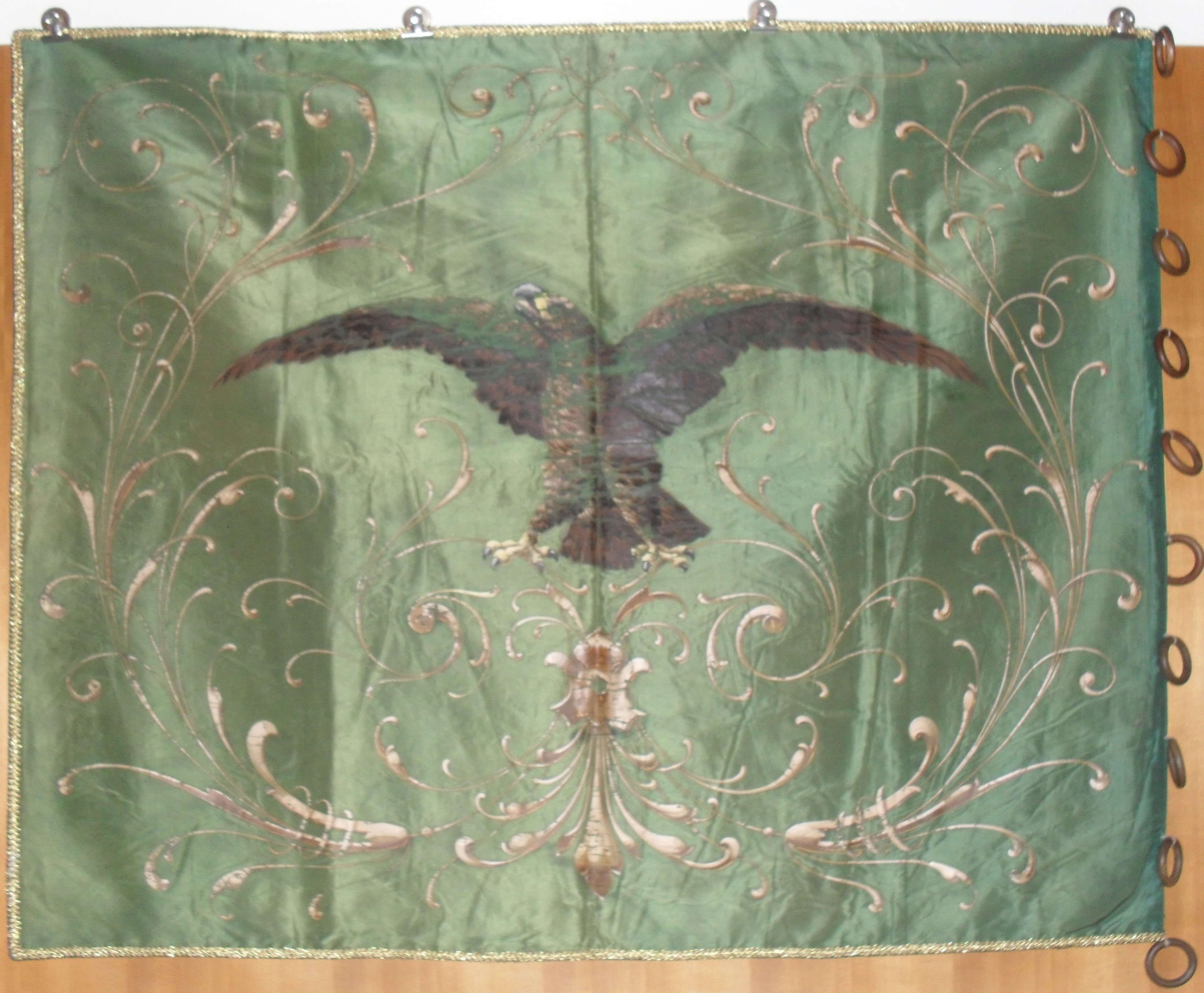
Le drapeau de la société de jeunesse, datant de 1901.

| Blason de Denezy | Blason  | D'azur au sautoir d'argent, au cerf arrêté de gueules brochant |
| Blason de Denezy | Détails | Les armoiries actuelles, avec le cerf sur la croix de Saint-André, datent de 1925. Un épervier figurait sur les armoiries de la commune avant cette date. Il est encore visible sur le drapeau de la société de jeunesse, qui date de 1901. |

## Géographie

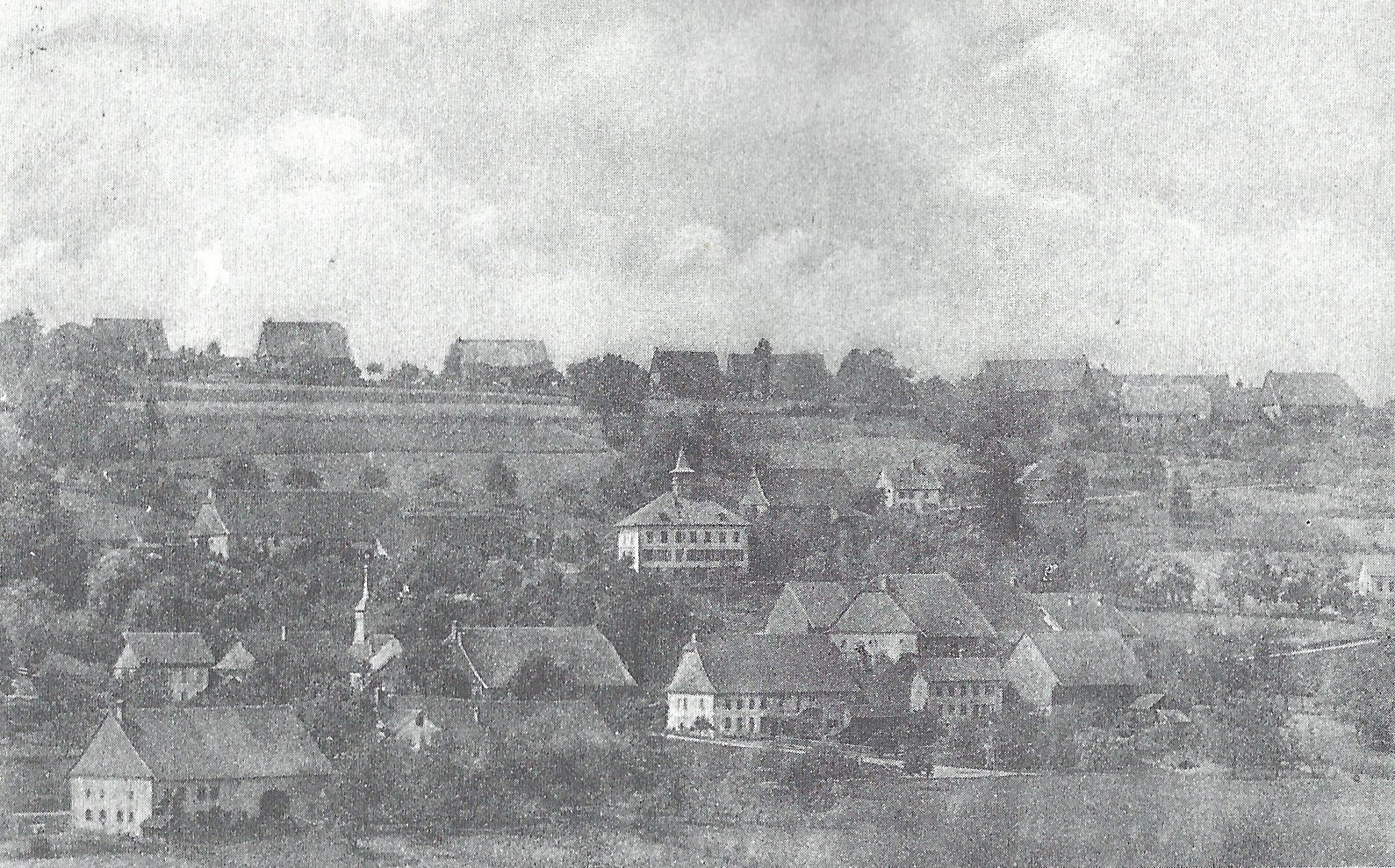
Vue de Denezy sur une carte postale datant de 1920. On peut y voir les trois parties du village.

Jusqu'à sa dissolution, la commune faisait partie du district de Moudon. Depuis le 1er janvier 2008, elle faisait partie du nouveau district du Gros-de-Vaud. Elle avait des frontières communes avec Valbroye, Villars-le-Comte, Neyruz-sur-Moudon et Thierrens dans le canton de Vaud, ainsi qu'avec les enclaves fribourgeoises de Prévondavaux et Vuissens.
La localité se trouve sur le plateau suisse, entre la région du Gros-de-Vaud et celle de la Broye. Le territoire communal était traversé par la vallée relativement large de la Lembe qui s'écoule du sud-ouest au nord-est et s'étend de Villars-le-Comte jusqu'au plateau de La Roseire qui, avec 808 mètres d'altitude, était le point culminant de la commune. Au sud se trouve la forêt de Chalembert où la Lembe prend sa source.
Le village de Denzy est divisé en trois quartiers distincts : le premier, au bord de la Lembe, accueille l'église du village ; le second, sur la route principale, représente le centre et contient le bâtiment scolaire alors que le troisième se situe plus en hauteur. La commune compte encore plusieurs exploitations agricoles dispersées.

## Population

### Surnoms
Les habitants de la commune sont surnommés lè Benosî (soit les Bons-Oiseaux, les Éperviers ou les Buses en patois vaudois), lè Cadet et les Lugeons (les petites luges, en allusion à la forte déclivité du village).

### Démographie
Denezy possède 129 habitants en 2010. Sa densité de population atteint 34 hab./km².
En 2000, la population de Denezy est composée de 56 hommes (45,9 %) et 66 femmes (54,1 %). La langue la plus parlée est le français, avec 112 personnes (91,8 %). La deuxième langue est l'allemand (7 ou 5,7 %). Il y a 115 personnes suisses (94,3 %) et 7 personnes étrangères (5,7 %). Sur le plan religieux, la communauté protestante est la plus importante avec 80 personnes (65,6 %), suivie des catholiques (20 ou 16,4 %). 19 personnes (15,6 %) n'ont aucune appartenance religieuse.
La population de Denezy est de 253 habitants en 1850 et reste relativement stable jusqu'en 1900. Elle baisse à 198 en 1920 et reste à ce niveau jusqu'en 1950. Le nombre d'habitants descend à 129 en 1970, puis reste stable jusqu'en 2000 avant de remonter à 146 en 2010. Le graphique suivant résume l'évolution de la population de Denezy entre 1850 et 2010 :

## Politique
Lors des élections fédérales suisses de 2011, la commune a voté à 37,37 % pour l'Union démocratique du centre. Les deux partis suivants furent le Parti libéral-radical avec 22,53 % des suffrages et le Parti socialiste suisse avec 8,96 %.
Lors des élections cantonales au Grand Conseil de mars 2011, les habitants de la commune ont voté pour l'Union démocratique du centre à 33,97 %, le Parti libéral-radical à 24,11 %, les Verts à 15,07 %, le Parti socialiste à 15,07 % et l'Alliance du centre à 11,78 %.
Sur le plan communal, Denezy était dirigé par une municipalité formée de 3 membres et dirigée par un syndic pour l'exécutif et un Conseil général dirigé par un président et secondé par un secrétaire pour le législatif.

## Économie
Si un moulin et une scierie existaient jadis sur le cours de la Lembe, c'est bien l'agriculture, l'arboriculture fruitière et l'élevage qui ont été les principales ressources de la commune jusqu'à la seconde moitié du XXe siècle et qui continuent à représenter une part importante des emplois locaux. Depuis quelques décennies, le village s'est développé avec la création de zones résidentielles habitées par des personnes travaillant dans les villes voisines. En parallèle, plusieurs petites entreprises locales, principalement de service, se sont créées.

## Transports
Pour ce qui est des transports en commun, Denezy fait partie de la communauté tarifaire vaudoise Mobilis. Le bus CarPostal reliant Payerne à Thierrens par Combremont-le-Petit s'arrête dans la commune. Le village est aussi desservi par les bus sur appel PubliCar, qui sont aussi un service de CarPostal.

## Monuments
Le village de Denezy est classé comme site ISOS.